# Уртадо, Альберто
Луи́с Альбе́рто Миге́ль Урта́до Круча́га (исп. Luis Alberto Miguel Hurtado Cruchaga; 22 января 1901[…], Винья-дель-Мар, Вальпараисо — 18 августа 1952, Сантьяго) — святой Римско-Католической Церкви, иезуит, адвокат, социальный работник, один из самых популярных святых в Чили, где он известен под именем падре Уртадо.

## Биография
С 1909 по 1917 год получал начальное образование в иезуитском колледже в Сантьяго.
С 1918 по 1923 учился на юридическом факультете Католического университета Чили, где защитил диплом по теме, касающейся трудового права. После получения юридического образования в 1923 году вступил в иезуитский орден и продолжил своё образование в Барселоне (Испания), где обучался богословию и философии.
В 1932 году во время гражданской войны был выслан из Испании, и поступил на богословский факультет в университет города Лёвен, Бельгия, который закончил в 1934 году.
24 августа 1933 года был рукоположён в священники.
Во время своего обучения в Европе особенное внимание уделял социальным вопросам, посещая социальные и образовательные учреждения в Германии, Франции, Бельгии, Нидерландах.
В 1936 году вернулся в Чили, где занимался педагогической деятельностью в Католическом университете Чили. Одновременно преподавал студентам духовные упражнения по методу святого Игнатия Лойолы.
В 1940 году был назначен директором епархиального католического движения «Католическое действие». В это же время основал католическое движение «Убежище Христа», которое занималось воспитанием беспризорной молодёжи.
С 1947 года начинает заниматься рабочим движением, основывая чилийскую Ассоциацию профсоюзов, которая стремилась донести христианские ценности рабочим и служащим. За свою деятельность в интересах рабочего класса и бедноты получил от более богатых и консервативных слоёв общества и Церкви прозвище «красный пастырь» или «коммунистический священник». Считается, что был близок к Национальной фаланге, предшественнице Христианско-демократической партии Чили.
В 1951 году основал периодическое издание «Mensaje», которое публиковало статьи, посвящённые рабочей проблематике, социальному учению Католической Церкви.
Умер 18 августа 1952 года от скоропостижной болезни.
Основанная им организация «Убежище Христа» существует до сих пор в различных странах. Его именем названы станция метро, улица и две школы в Сантьяго, иезуитский Университет в Сантьяго.
В 1990-х годах в Чили шёл телевизионный сериал «Хроника одного святого» (исп. Crónica de un Umbro Santo), посвящённый падре Уртадо.
В память о святом назван чилийский город Падре-Уртадо и Университет Альберто Уртадо в Сантьяго.

## Сочинения
Книги, касающиеся рабочего и социального движения в Католической церкви:
- Социальный гуманизм (1947)
- Христианский общественный строй (1947)
- Профсоюзы (1950)

## Канонизация
Беатифицирован 16 октября 1994 года римским папой Иоанном Павлом II.
23 октября 2005 года канонизирован римским папой Бенедиктом XVI. Став вторым родившимся в Чили канонизированным святым после Терезы Иисуса Фернандес-и-Солар.